# Left and Leaving
Left and Leaving är The Weakerthans andra studioalbum, utgivet 25 juli 2000 på G7 Welcoming Committee. Skivan utgavs även på svenska Bad Taste Records.

## Låtlista
All sångtext är skriven av John K. Samson, alla låtar är komponerade av John K. Samson, Jason Tait, John P. Sutton, Stephen Carroll.
| Nr  | Titel                                 | Längd |
| --- | ------------------------------------- | ----- |
| 1.  | Everything Must Go!                   | 4:35  |
| 2.  | Aside                                 | 3:21  |
| 3.  | Watermark                             | 2:38  |
| 4.  | Pamphleteer                           | 5:16  |
| 5.  | This Is a Fire Door, Never Leave Open | 5:07  |
| 6.  | Without Mythologies                   | 3:12  |
| 7.  | Left and Leaving                      | 4:45  |
| 8.  | Elegy for Elsabet                     | 6:20  |
| 9.  | History to the Defeated               | 3:55  |
| 10. | Exiles Among You                      | 5:11  |
| 11. | My Favourite Chords                   | 4:27  |
| 12. | Slips and Tangles                     | 3:00  |

## Singlar
1. "Watermark" - 2:38
2. "Illustrated Bible Stories for Children" (live) - 2:56
3. "The Last Last One" (live) - 3:51

### Fotnoter
1. ↑  ”Left and Leaving”. Discogs.com. http://www.discogs.com/Weakerthans-Left-And-Leaving/master/104977. Läst 12 januari 2012.